# Pieltainidia mira
Pieltainidia mira is een rechtvleugelig insect uit de familie Thericleidae. De wetenschappelijke naam van deze soort is voor het eerst geldig gepubliceerd in 1925 door Ramme.